# VJ·埃奇庫姆
VJ·埃奇庫姆（英語：V. J. Edgecombe，2005年7月30日—），巴哈馬職業籃球運動員，現效力於NBA費城76人。在2025年NBA选秀中被費城76人以首輪第3順位選中选中。

## 職業生涯

### 費城76人（2025-）
2025年NBA选秀中，埃奇库姆被費城76人以首輪第3順位選中。
2025年7月6日，埃奇库姆在對陣猶他爵士的夏季聯賽中砍下28分、10籃板、4助攻、2蓋帽、1搶斷。
2025年7月16日，埃奇库姆在對陣華盛頓奇才的夏季聯賽中砍下15分、6籃板、4助攻、1蓋帽、2搶斷。

## 外部連結
- Baylor Bears bio